# عزلة بني منبة (إب)

تعديل مصدري - تعديل

عزلة بني منبة هي إحدى عزل مديرية يريم في محافظة إب اليمنية ويبلغ تعداد سكانها 23437 نسمة حسب التعداد السكاني في اليمن لعام 2004.

## روابط خارجية
- الجهاز المركزي للإحصاء بالجمهورية اليمنية
- المركز الوطني للمعلومات باليمن
- الدليل الشامل